# Umberto Menin
Pour les articles homonymes, voir Menin (homonymie).
Umberto Menin est un plasticien contemporain italien et peintre italien né à Padoue en 1949 et décédé en 2024.
De 1980 à 1992, il a été professeur titulaire du Laboratorio di Grafica d'Arte, via Zabarella à Padoue. Depuis 18 ans, il enseigne la peinture et le dessin.

## Œuvre
La peinture de Umberto Menin est constituée de fragments renvoyant à un contexte plus ample et plus complexe. La structure et l'espace jouent un rôle clé dans l'implication du regard qui y trouve, au-delà de la simplification, un équilibre harmonique fait de lumière/obscurité, lignes, pleins/vides, affleurements de matières. On reconnaît alors un monde réel, au-delà de l'espace-fenêtre. Le regard reconstruit ainsi des frontières, donne des noms presque certains aux formes, mais reste suspendu au fil de la mémoire, à des images inconscientes, quasi biologiques, qui trouvent refuge dans l'intuition poétique. Umberto Menin restitue une transfiguration du réel et une poétique du rêve non sans avoir sondé auparavant, par l'intermédiaire de la dynamique des formes, le regard de l'autre ainsi que sa propre perception visuelle. Ce processus l'entraine périodiquement à reprendre son parcours en spirale, à reconsidérer son travail passé, non sans être à l'écoute de sa propre nature.
Certaines de ses œuvres sont exposées au Musée d'art moderne de Minsk (Biélorussie) et à la pinacothèque communale de Padoue.

## Principales expositions personnelles
- 1989 : Galleria Il Sigillo, Padoue, Italie
- 1992 : West Room Gallery, New York, USA
- 1993 : La Grande Bouvêche, Orsay, France
- 1996 : Galleria Civica, Padoue, Italie
- 2001 : Galerie Médiart, Paris, France
- 2005 : Palaturismo, Montegrotto Terme, Italie
- 2007 : Galleria La Rinascente, Padoue[1], Italie.
- 2009 : Galerie Médiart, Paris, France

## Principales expositions collectives
- Expositions collectives Natura Mentale avec le groupe FATA[2] à Orsay, France (1998), Krefeld, Allemagne (1999), Padoue, Italie (1999), Speijkenisse, Hollande (2000)
- Expositions collectives et Foires d'Art Contemporain à Cracovie, Pologne (1997), Budapest, Hongrie (1998), Vienne, Autriche (2003), Luxembourg (2003), Amsterdam, Hollande (2003) et Innsbruck, Autriche (2006)

## Galerie

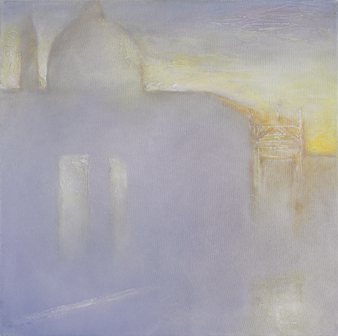
Menin, 2006
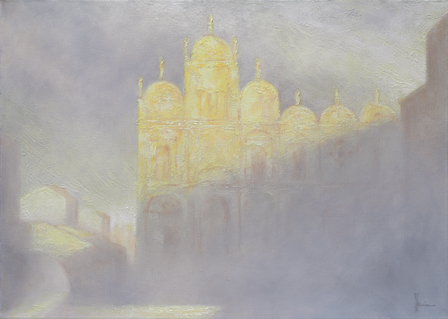
Menin, 2006
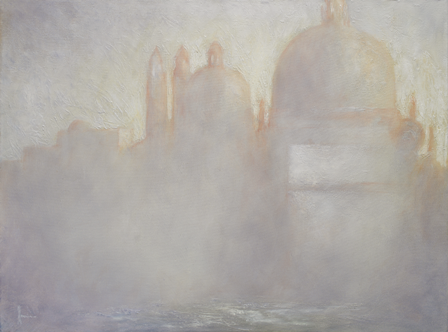
Menin, 2006
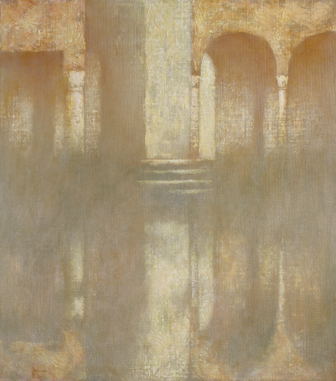
Menin, L'altrove, 2006
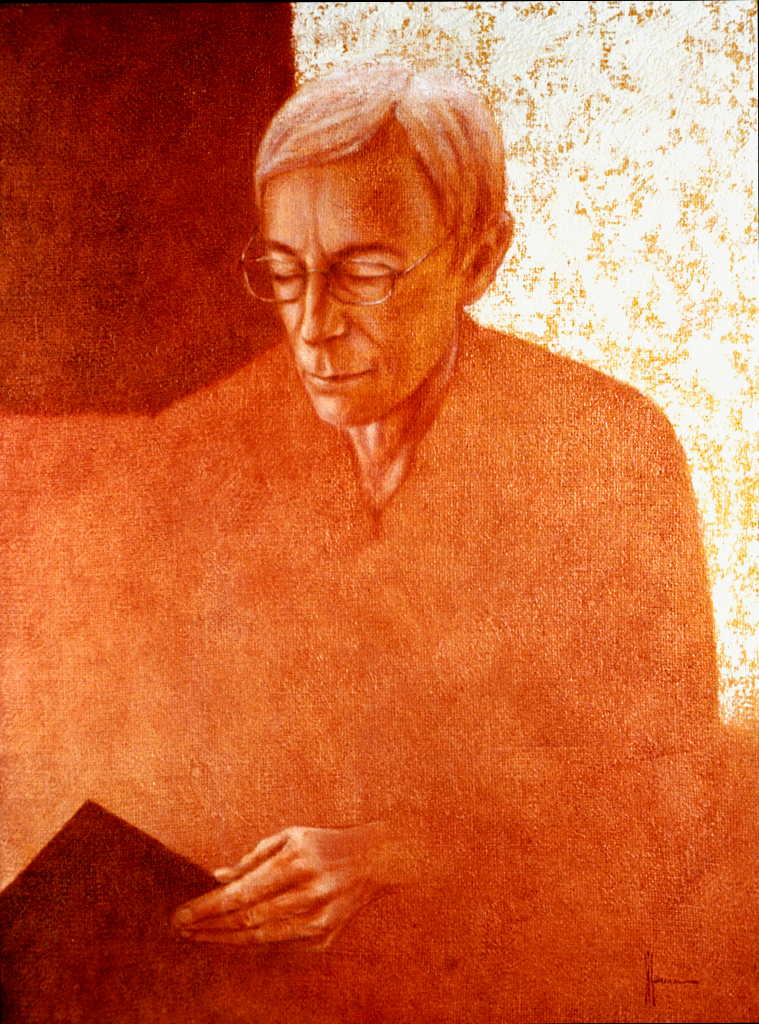
Menin, 2005
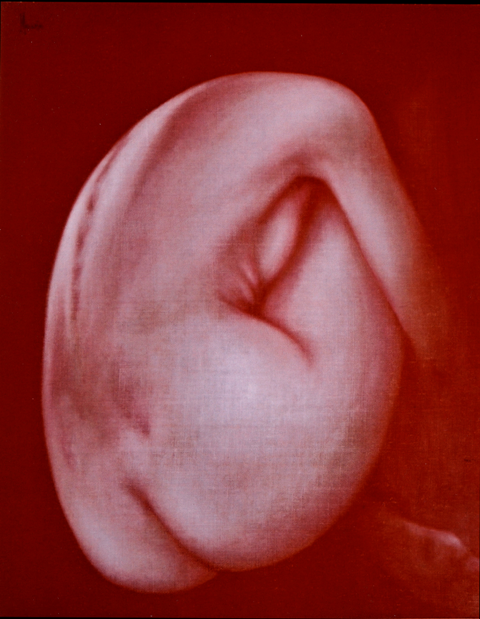
Menin, 2004